# Johann Wilhelm von Hunolstein

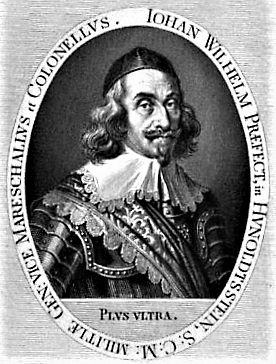
Johann Wilhelm von Hunolstein (1599–1664)

Johann Wilhelm Freiherr Vogt von Hunolstein zu Dürkastel (* 24. April 1599 in Château-Voué; † 29. November 1664 in Breslau), auch Hunoldstein oder Hunoltstein genannt, war ein Offizier im Dreißigjährigen Krieg in lothringischen, kurbayrischen und kaiserlichen Diensten, der bis zum Feldzeugmeister aufstieg und mehrere Jahre die Infanterie der Kaiserlichen Armee befehligte. 1648 hatte er für kurze Zeit den Oberbefehl über die bayrische Armee, mit der er eine schwedisch-französische Offensive am Fluss Inn aufhalten konnte.
Einige Jahre nach Ende des Krieges machte die Kölner Allianz, Vorläufer des Rheinischen Bundes, Hunolstein zum Befehlshaber ihrer gemeinsamen Streitkräfte. Kurz darauf kehrte er wieder in das kaiserliche Heer zurück und wurde 1657 während des Zweiten Nordischen Krieges Militärkommandant in Schlesien.

## Leben

### Frühe Laufbahn
Hunolstein wurde als zweiter Sohn von Wilhelm von Hunolstein († 1607) und Anna Maria von Landsberg († 1636) im lothringischen Château-Voué (deutsch „Dürkastel“) geboren. Sein Vater war Inhaber der Herrschaft über Dürkastel und hatte durch Erbteilung die dürkastellische Linie des Hunsrücker Rittergeschlechts von Hunolstein begründet. In seiner Jugend zunächst für die geistliche Laufbahn vorgesehen, studierte Johann Wilhelm in Pont-à-Mousson und wurde 1614 zum Domherrn in Trier ernannt. Im Sommer 1619 begleitete er Kurfürst Lothar von Metternich zur Kaiserwahl nach Frankfurt. Am 16. Mai 1623 trat er als Domherr zugunsten von Franz von Lothringen zurück, um sich auf seine militärische Karriere zu konzentrieren. Der ältere Bruder Johann Marzolf († 1639) hätte nach lothringischem Erbrecht alleinigen Anspruch auf das Schloss Dürkastel gehabt, trat dieses aber 1623 gegen 8000 Gulden an Johann Wilhelm ab, der seiner Mutter einen Teil des Schlosses als Witwensitz überließ.
In der Anfangsphase des Dreißigjährigen Krieges diente Johann Wilhelm in der Armee der Katholischen Liga. 1623 hatte er den Rang eines Hauptmanns inne und war mutmaßlich der Kommandant von Truppen, die in Ramsdorf im westlichen Münsterland einquartiert wurden. 1624 wurde er zum Kammerherrn des Herzogs von Lothringen ernannt und 1626 zum Obristleutnant befördert. 1629 wird er in Diensten des ligistischen Regiments Cronberg erwähnt, ab 1632 besaß er als Obrist ein eigenes Infanterieregiment. 1636 ernannte der vertriebene Herzog Karl von Lothringen, der in dieser Zeit Teile seines Landes zurückeroberte, Hunolstein zum Gouverneur von Bockenheim und Saarwerden. Am 2. Februar 1639 trat Hunolstein als Generalwachtmeister in kurbayerische Dienste, seine Truppen nahmen im Herbst 1640 an der Eroberung Höxters im Rahmen von Erzherzog Leopold Wilhelms und Piccolominis Feldzug gegen den schwedischen Feldherrn Banér teil. Parallel diente Hunolstein weiter dem Herzog von Lothringen, der ihn am 30. März 1640 zum Gouverneur von Marsal machte.

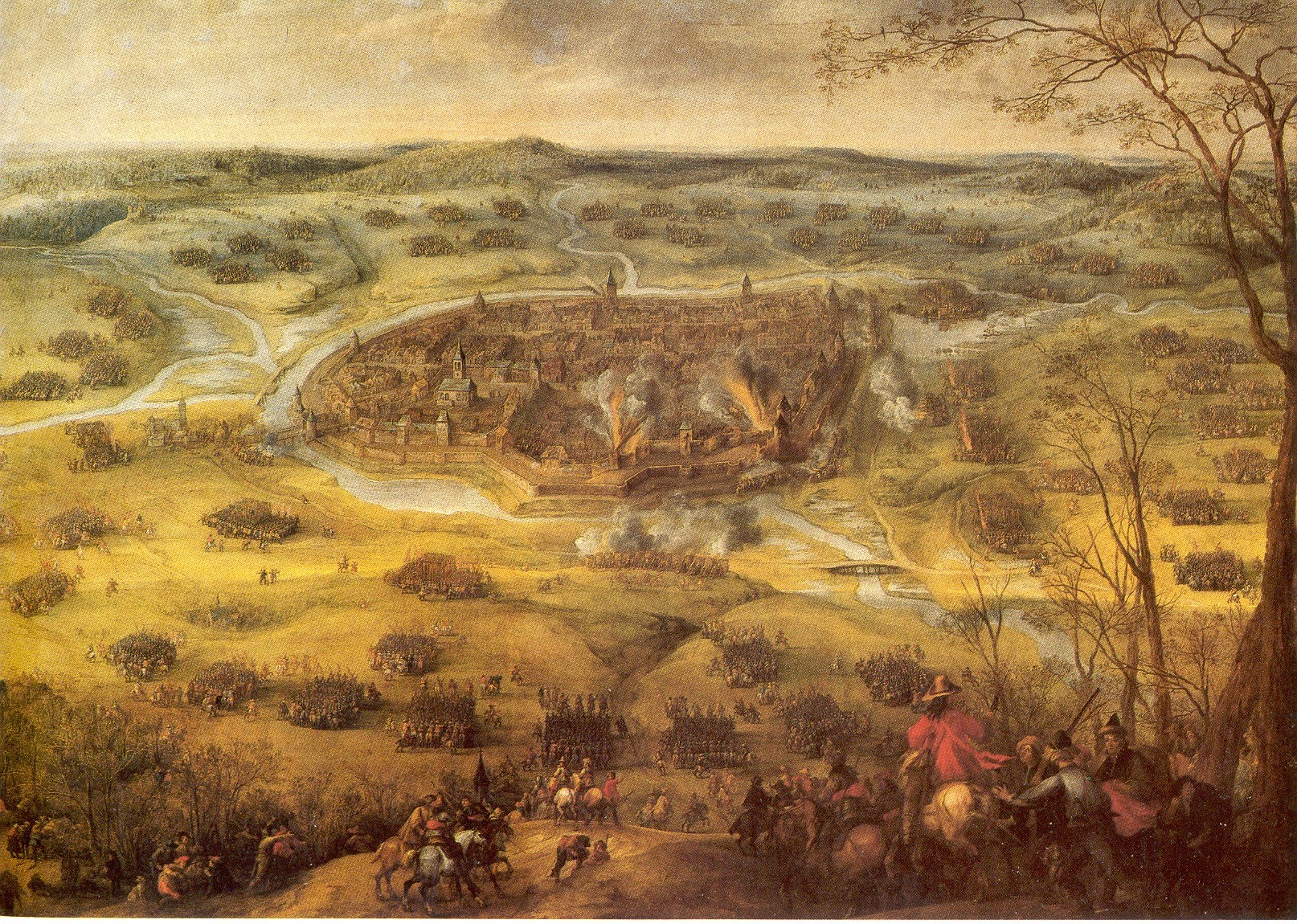
Die Belagerung von Neunburg vorm Wald im März 1641

Kurzzeitig wurde Hunolstein am 14. Januar 1641 Kommandant von Amberg in der Oberpfalz, aber bereits am 14. März wieder zur Armee zurückgerufen, die die Schweden unter Banér durch die Oberpfalz verfolgte. Die Schweden waren Ende Januar durch das Aufbrechen der zugefrorenen Donau am Angriff auf die Stadt Regensburg und den dort tagenden Reichstag gescheitert und wurden im März vom vereinten kaiserlich-bayrischen Heer angegriffen. Hunolsteins Regiment nahm an der Belagerung der Stadt Neunburg vorm Wald teil, in der die schwedische Nachhut unter Erik Slang eingeschlossen war, die sich am 21. März ergab. In dieser Zeit gab Hunolstein als Vertrauter Karls von Lothringen dem Kaiser Ferdinand III. und dem bayrischen Kurfürsten Maximilian die Anfang April abgeschlossenen Verhandlungen Karls mit Frankreich zur Rückgabe seines Herzogtums bekannt. Am 16. Juli 1641 wurde er von Karl, der zu diesem Zeitpunkt bereits wieder mit Frankreich gebrochen hatte, zum Gouverneur von Bitsch ernannt. Im September reiste Hunolstein mit Instruktionen Herzog Karls zum Hofkriegsrat. Nach seiner Rückkehr wurde er gebeten, den Herzog zum Angriff auf das Oberelsass zu bewegen. Er selbst bat Kurbayern im Dezember, beim Herzog bleiben zu dürfen, um dort weiter gute Dienste zu leisten. Seine Bitte blieb wohl erfolglos, im März 1642 wurde er zum Kommandant der bayerischen Truppen in Schwaben ernannt. Er traf am 15. April in Reutlingen ein und wurde am 28. Mai ins Feld zitiert. Dennoch verfolgte er weiter hartnäckig den dauerhaften Wechsel in lothringische Dienste. Im August erhielt er den Abschied aus der kurbayerischen Armee und wurde vom kaiserlichen Hofkriegsrat dem Herzog von Lothringen empfohlen. Im September hielt sich Hunolstein bei Herzog Karl auf, er bekam aber keine Charge als General, zudem schloss der Herzog im Januar 1643 ein vorübergehendes Neutralitätsabkommen mit den Franzosen.

### Offizier in kaiserlichen Diensten
Hunolstein bat in der Folge um eine Anstellung in der kaiserlichen Armee. Eine solche hatte gleichzeitig der zurückgekehrte Oberbefehlshaber Matthias Gallas als eine der Bedingungen für seine erneute Übernahme des Oberkommandos gefordert. Entsprechend wurde Hunolstein im Juni 1643 als Generalfeldwachtmeister neben Adrian von Enkevort in Gallas’ Generalstab berufen. Im September übernahm er zeitweise das Interims-Kommando der kaiserlichen Armee in Mähren, das die Kaiserlichen gegen die Schweden unter Lennart Torstensson verteidigten. Nach Torstenssons Abzug führte Hunolstein im eisigen Januar 1644 mit 1000 Mann eine riskante Operation zur Versorgung Magdeburgs durch, das vom in Deutschland verbliebenen schwedischen Heer unter Königsmarck belagert wurde. Die Kaiserlichen gaben sich als Männer Königsmarcks aus, wurden aber von einem schwedischen Vorposten durchschaut und mussten sich unter konstanten Attacken zurückziehen.
Auf dem kaiserlichen Holsteinfeldzug gegen Torstensson begleitete Hunolstein Gallas als einer von dessen Unterbefehlshaber. Als die kaiserliche Armee auf dem Rückzug bei katastrophaler Versorgungslage erst in Bernburg und später in Magdeburg eingeschlossen wurde, dachten Hunolstein und der andere Unterbefehlshaber Georg Adam von Traudisch zeitweise daran, die Armee zu verlassen. Am 7. Januar 1645 gelang es Hunolstein allerdings, anstelle des erkrankten Gallas erfolgreich mit der noch marschfähigen Infanterie aus Magdeburg auszubrechen und 1400 Soldaten und 12 Feldgeschütze innerhalb von vier Tagen nach Wittenberg zu bringen, wo er 280 Kranke zurückließ, um mit dem Rest Anfang Februar zurück in Böhmen zu sein. Es ist unklar, ob Hunolstein an der für die Kaiserlichen katastrophal verlaufenen Schlacht bei Jankau am 6. März beteiligt war, da die abgematteten Fußsoldaten des Gallas-Heeres in Prag zurückblieben und nicht an der Schlacht teilnahmen. Etwa einen Monat nach der Schlacht am 3. April 1645 wurde er zum Feldmarschallleutnant befördert.

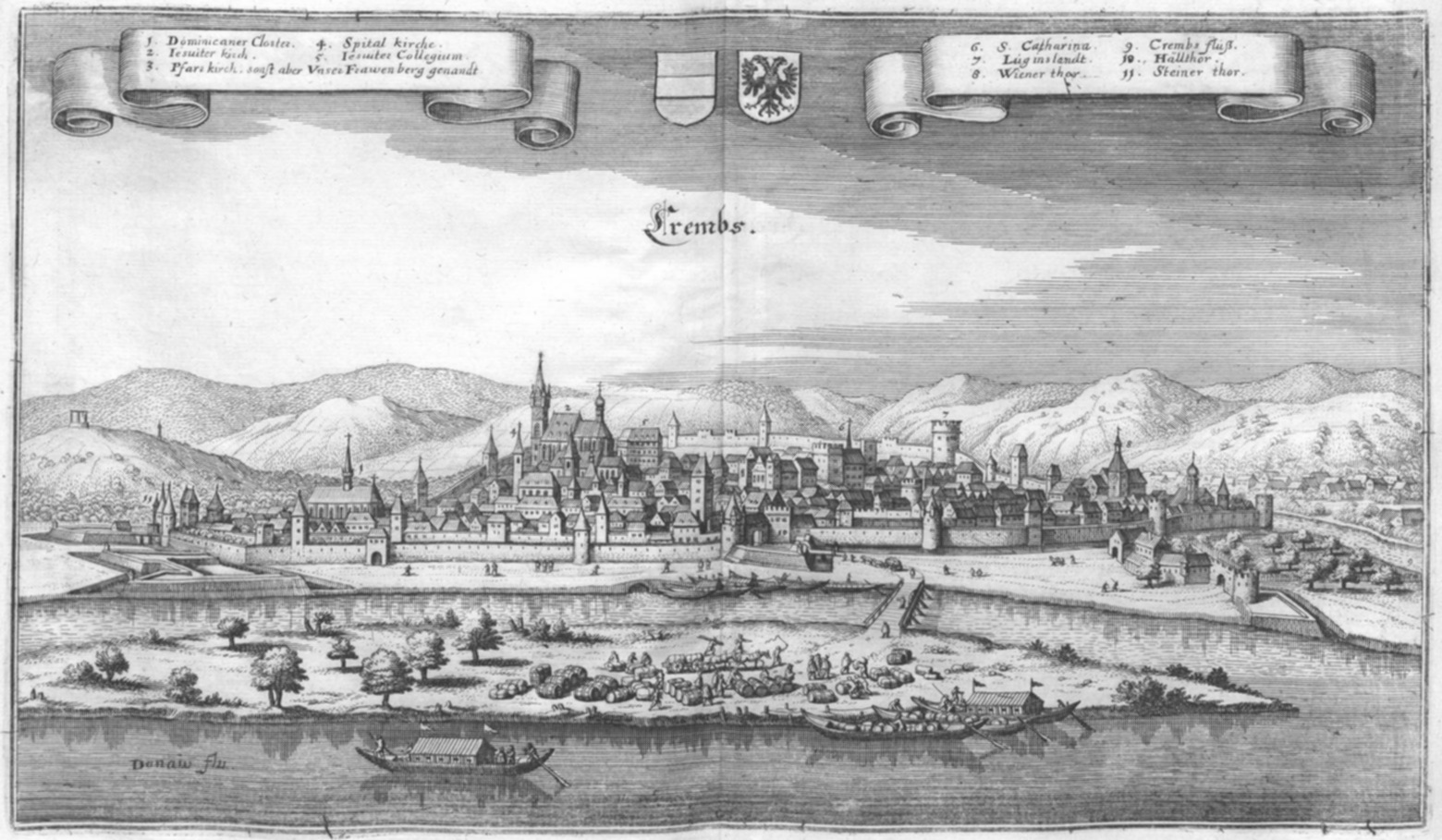
Das im Mai 1646 zurückeroberte Krems an der Donau

Nach der Niederlage bei Jankau war Hunolstein maßgeblich verantwortlich bei der Verteidigung Niederösterreichs gegen die einfallenden Schweden 1645 und die Rückeroberung der von diesen dabei gewonnenen und befestigten Städte bis August 1646. Am 31. Mai 1645 nahm er die Donauinsel bei Krems ein, die die Schweden Ende März des Jahres zur Sperrung des Donauverkehrs erobert und verschanzt hatten. Der nachfolgende Angriff auf das nur schwach besetzte Krems scheiterte, da der schwedische Oberbefehlshaber Torstensson rechtzeitig 1500 Mann zum Entsatz der Stadt sandte. Im Januar 1646 lag Hunolstein gegenüber vom weiter schwedisch besetzten Krems in Mautern an der Donau. Von Anfang April bis Anfang Mai 1646 nahm Hunolstein an der erfolgreichen Belagerung Krems' unter Oberbefehl von General Puchheim teil und befehligte zusammen mit diesem die Belagerungsarbeiten. Nach dem Fall von Krems am 5. Mai nahmen die Kaiserlichen die Belagerung von Korneuburg auf. Hunolstein war dabei Teil von Puchheims Generalstab. Die Festung ergab sich nach hartnäckiger Verteidigung durch die Schweden am 4. August, Hunolsteins Regiment wurde anschließend als Besatzung in die Stadt gelegt.
1647 befehligte Hunolstein die kaiserliche Infanterie im Heer des neuen Oberbefehlshabers Peter Melander von Holzappel auf dessen Feldzug nach Thüringen und Hessen. Ab Oktober 1647 hatte der bayrische Kurfürst Kaiser Ferdinand darum gebeten, ihm Hunolstein für seine Armee zu überlassen, um die Belagerung Memmingens zu übernehmen. Der Kaiser stimmte zu, da Memmingen sich aber schon bald darauf ergab, überließ er Hunolstein weiter der Hauptarmee Melanders, solange dieser ihn brauchte. Anfang 1648 zog das kaiserlich-bayrische Heer aus Hessen ab. Hunolstein mit dem Fußvolk und Montecuccoli mit der Kavallerie der Kaiserlichen nahmen Sperrstellungen hinter der Fränkischen Saale ein, um die Spitzen der schwedischen Armee abweisen zu können. Im März trat Hunolstein schließlich in die bayrische Armee über und wurde zum Generalfeldzeugmeister befördert. Gleichzeitig wurde er Lehrer des Kurprinzen Ferdinand Maria in den Kriegswissenschaften.

### Bayrischer Oberbefehlshaber

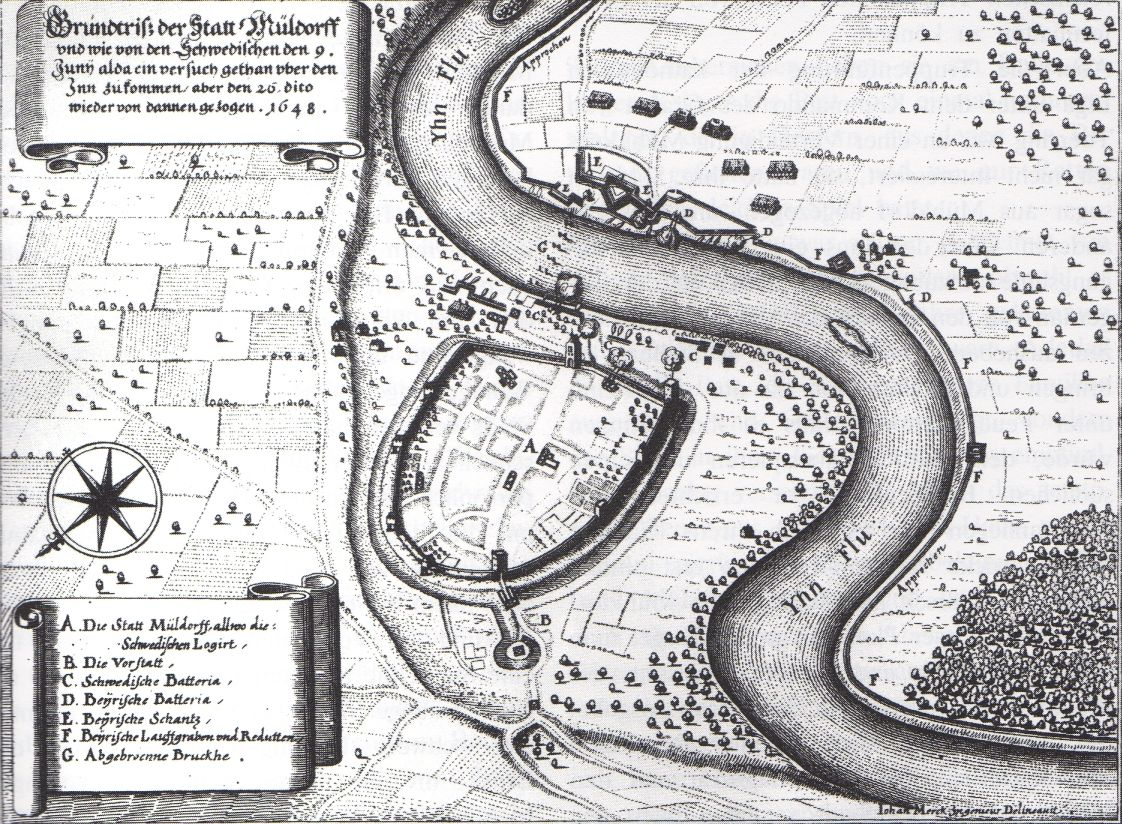
Bayrische und schwedische Stellungen bei Mühldorf am Inn im Juni 1648

Als der bayrische Kommandant Gronsfeld sich nach der verlorenen Schlacht bei Zusmarshausen Ende Mai 1648 nicht in der Lage gesehen hatte, den Lech gegen die Schweden und Franzosen zu halten, wurde er kurz darauf seines Kommandos erhoben und festgenommen. Der bayrische Hofmarschall und Geheimrat Georg Christoph von Haslang machte Hunolstein eigenmächtig zum interimistischen Nachfolger Gronsfelds und übertrug ihm den Oberbefehl über die bayrische Armee, was Kurfürst Maximilian nachträglich billigte. Zusammen mit dem neuen kaiserlichen Befehlshaber Piccolomini und Johann von Reuschenberg verteidigte Hunolstein die Innlinie erfolgreich gegen Schweden und Franzosen. In Wasserburg scheiterten diese an der entschlossenen Verteidigung der Garnison, bei Mühldorf hielt Hunolstein selbst mit seinen Truppen durch starke Verschanzungen und begünstigt von hohem Wasserstand  den schwedischen Kommandanten Wrangel auf. Der zu diesem Zeitpunkt in Wasserburg als Kanzleisekretär im Regiment des Obristen Johann Burkard von Elter stationierte Hans Jakob Christoffel von Grimmelshausen schilderte das Geschehen im 20. Kapitel des Springinsfeld folgendermaßen:

„Aber an disem strengen Fluß hat sich der strenge Siegs=Lauff und das Glück der Schweden und Frantzosen gestossen; ich lag vnder siben doch schwachen Regimenten in Wasserburg / als beide Feinds=Armeen suchten denselbigen Ort zu bezwingen und über besagten Fluß in das gegenüberligende volle Land zu gehen / in welchem etliche steinalte Leute die Tag ihres Lebens noch niemalen keine Soldaten gesehen hatten; weil aber wegen unserer tapferer Gegenwehr unmüglich war etwas daselbst auszurichten / unangesehen sie uns mit glüenden Kugeln zusprachen / giengen sie auf Mülldorf / und wolten dort ins Werck setzen / was sie zu Wasserburg nicht zu thun vermocht; aber ihnen widerstund daseilbst einer von Hunoltstein ein Kays: Generals=Person / bis sie der vergeblichen Arbeit müd wurden / und ihr Hauptquartir zu Pfarrkirchen namen / allwo sie erstlich der Hunger und endlich auch die Pest zu besuchen anfieng / die sie auch endlich zwischen dem Tyrolischen Gebürg und der Thonau / zwischen dem Yn und der Yser hinaus getriben / wann sie das General-Armistitium so dem volligen Friden vorgieng / nicht veranlast hätte / bessere Quartir zu beziehen.“

Der bayrische Kurfürst überging Hunolstein bei der Nachfolge Gronsfelds und machte Adrian von Enkevort zum dauerhaften Oberbefehlshaber. Am 2. August wurde Enkevort der kurbayrischen Armee vorgestellt. Der Kurfürst hatte Hunolstein vergeblich seinen „Disgust“ nehmen wollen, da er befürchtete, dass dieser sogar zum Feind übergehen könne, weil seine lothringische Güter in unmittelbarer Einflusssphäre der Franzosen lagen. Hunolstein dankte jedoch ab und verließ Anfang August kurz vor Kriegsende wieder den bayerischen Kriegsdienst.

### Spätere Laufbahn
Nach seinem Abschied von der bayrischen Armee kehrte Hunolstein auf seine lothringischen Güter zurück. 1654 wurde er jedoch zusammen mit seiner Familie aufgrund seines Kampfes gegen Franzosen und Schweden im Dreißigjährigen Krieg von den Franzosen aus Dürkastel vertrieben. Er fand mit seiner Familie bei Koblenz Zuflucht, wo er durch seine Frau die Hälfte der Herrschaft Mühlenbach besaß.  Im nächsten Jahr wurde er Befehlshaber der gemeinsamen Truppen der Kölner Allianz, eines Vorläufers des Rheinischen Bundes als Bündnis der Bischöfe von Mainz, Köln, Trier und Münster sowie des Herzogs von Jülich und Berg. Bei der Besetzung des Amts setzte er sich gegen Johann von Reuschenberg durch, den Herzog Philipp Wilhelm von Jülich-Berg bevorzugt hatte. Noch vor Ende des Jahres gab er den Posten zugunsten Reuschenbergs wieder auf, als ihm Kaiser Ferdinand III. die Rückkehr in seine Dienste anbot. Hunolstein wurde am 9. November 1655 zum kaiserlichen Feldzeugmeister ernannt und ihm am 14. Juli 1657 das militärische Kommando in Schlesien übertragen, als die Kaiserlichen auf Seiten Polens in den Zweiten Nordischen Krieg gegen Schweden eingetreten waren. 1661 erhielt er von Kaiser Leopold I. die Erlaubnis, auf seine Güter nach Dürkastel zurückzukehren. Der wieder eingesetzte Herzog Karl von Lothringen bestätigte Johann Wilhelm am 13. Dezember 1663 den Besitz der Dörfer Virming und der Hälfte von Conthil, die er ihm schon früher aus Dankbarkeit für seine Dienste überlassen hatte. Er starb am 29. November 1664 in Breslau.

## Familie
Verheiratet war Hunolstein mit Maria Elisabeth von Steinkallenfels († 1669), mit der er 16 Kinder hatte, davon fünf Söhne. Zwei Söhne und drei Töchter starben noch im Kindesalter, die meisten Kinder traten in den geistlichen Stand ein. So wurden zwei Söhne Domherrn in Mainz und Würzburg, während drei Töchter in das Damenstift in Épinal eintraten (Hunolsteins Tochter Félicité wurde dort 1699 Äbtissin). Das Erbe übernahm der dritte Sohn Franz Felix Karl (1637–1675), der mit Elisabeth von Hatzfeld verheiratet war, einer Tochter Hermann von Hatzfelds und damit Nichte des kaiserlichen Feldherrn Melchior von Hatzfeld. Nur zwei von Johann Wilhelms Töchtern heirateten, Maria Walpurga (* 1638) den Grafen Charles de Villeneuve, und Marie Philippine Johann Lothar von Heddesdorff.